# Liste der Biografien/Asb
Liste der Biografien |
Portal Biografien |
Personensuche
# |
A |
B |
C |
D |
E |
F |
G |
H |
I |
J |
K |
L |
M |
N |
O |
P |
Q |
R |
S |
T |
U |
V |
W |
X |
Y |
Z |
?
 
Aa |
Ab |
Ac |
Ad |
Ae |
Af |
Ag |
Ah |
Ai |
Aj |
Ak |
Al |
Am |
An |
Ao |
Ap |
Aq |
Ar |
As |
At |
Au |
Av |
Aw |
Ax |
Ay |
Az
 
Asa |
Asb |
Asc |
Asd |
Ase |
Asf |
Asg |
Ash |
Asi |
Asj |
Ask |
Asl |
Asm |
Asn |
Aso |
Asp |
Asq |
Asr |
Ass |
Ast |
Asu |
Asv |
Asw |
Asy |
Asz
Die Liste der Biografien führt alle Personen auf, die in der deutschsprachigen Wikipedia einen Artikel haben. Dieses ist eine Teilliste mit 46 Einträgen von Personen, deren Namen mit den Buchstaben „Asb“ beginnt.

## Asb

### Asba
- Asbach, Christian (* 1976), deutscher Regisseur und Sänger
- Asbach, Hans-Adolf (1904–1976), deutscher Politiker (GB/BHE), MdL, Landesminister in Schleswig-Holstein
- Asbach, Hermann (1894–1966), deutscher Weinbrand-Fabrikant und Unternehmer
- Asbach, Hugo (1868–1935), deutscher Weinbrandfabrikant
- Asbach, Julius (1854–1908), deutscher Gymnasiallehrer
- Asbach, Olaf (* 1960), deutscher Politikwissenschaftler
- Asbach, Rudolf (1899–1971), deutscher Unternehmer
- Asbæk, Patricia (* 1945), dänische Galeristin und Kuratorin
- Asbæk, Pilou (* 1982), dänischer SchauspielerPilou Asbæk (* 1982)

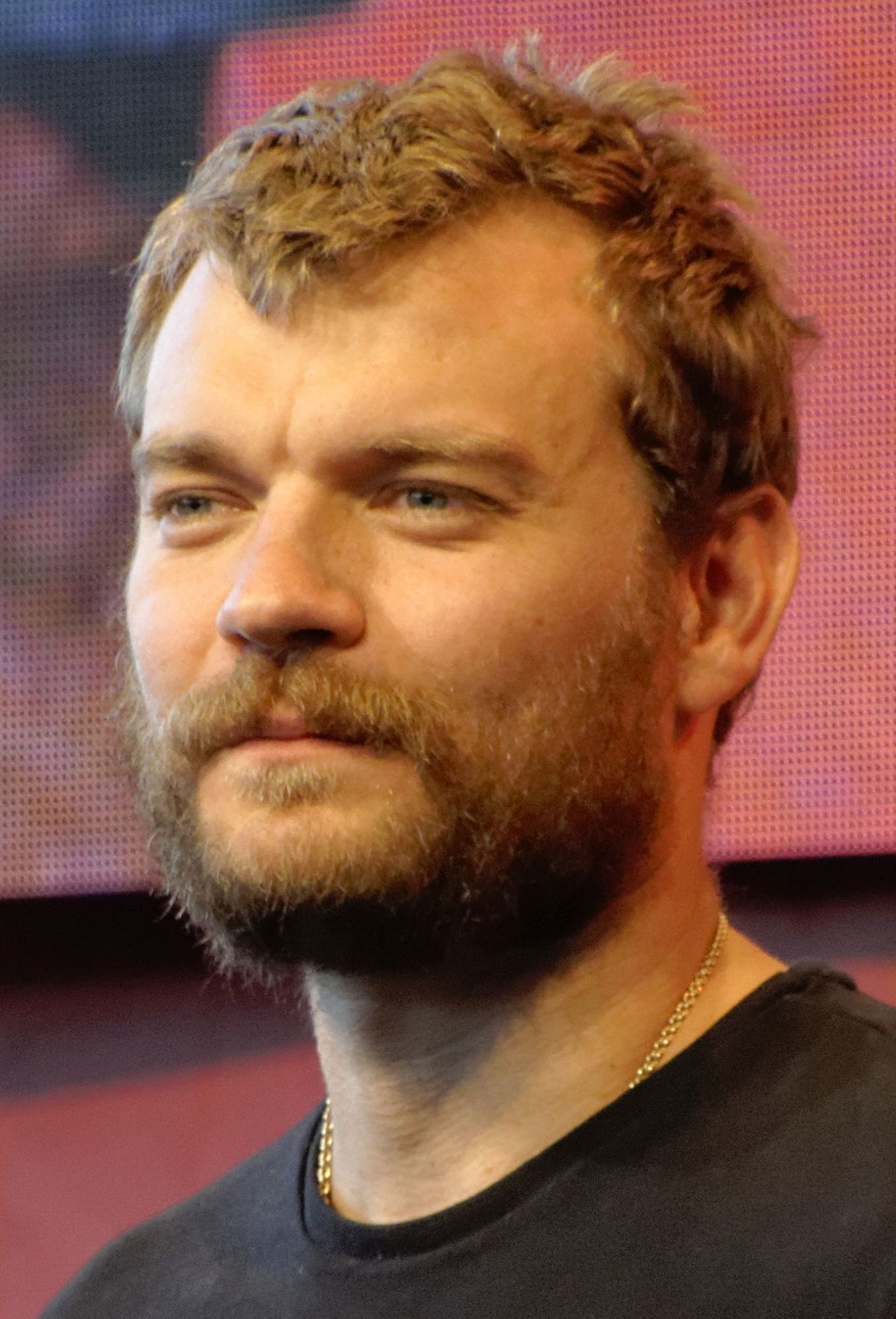
Pilou Asbæk (* 1982)

- Asbaghi, Poya (* 1985), schwedischer Fußballtrainer
- Asbar, Kerstin (* 1969), deutsche Volleyballspielerin

### Asbe
- Asbeck, Adolf von († 1637), Domherr in Münster
- Asbeck, Ewout van (* 1956), niederländischer Hockeyspieler
- Asbeck, Frank (* 1959), deutscher Unternehmer
- Asbeck, Franz Wilhelm von (1760–1826), bayerischer Adeliger und Beamter
- Asbeck, Herbert (1936–2019), deutscher Schriftsteller
- Asbeck, Marc (* 1969), deutscher Unternehmer
- Asbeck, Peter van (* 1954), niederländischer Hockeyspieler
- Asbeck, Wilhelm Ernst (1881–1947), deutscher Schriftsteller
- Asbeck, Willem Dirk Hendrik Baron van (1858–1935), niederländischer Seeoffizier und Diplomat, Gouverneur von Niederländisch-Guayana (Suriname), Gesandter in Mexiko und Spanien
- Asbel, Mark Jakowlewitsch (1932–2020), sowjetisch-israelischer Biophysiker und Hochschullehrer
- Åsberg-Albrechtsson, Margit (1918–1994), schwedische Skilangläuferin

### Asbi
- Asbille, Kelsey (* 1991), US-amerikanische SchauspielerinKelsey Asbille (* 1991)

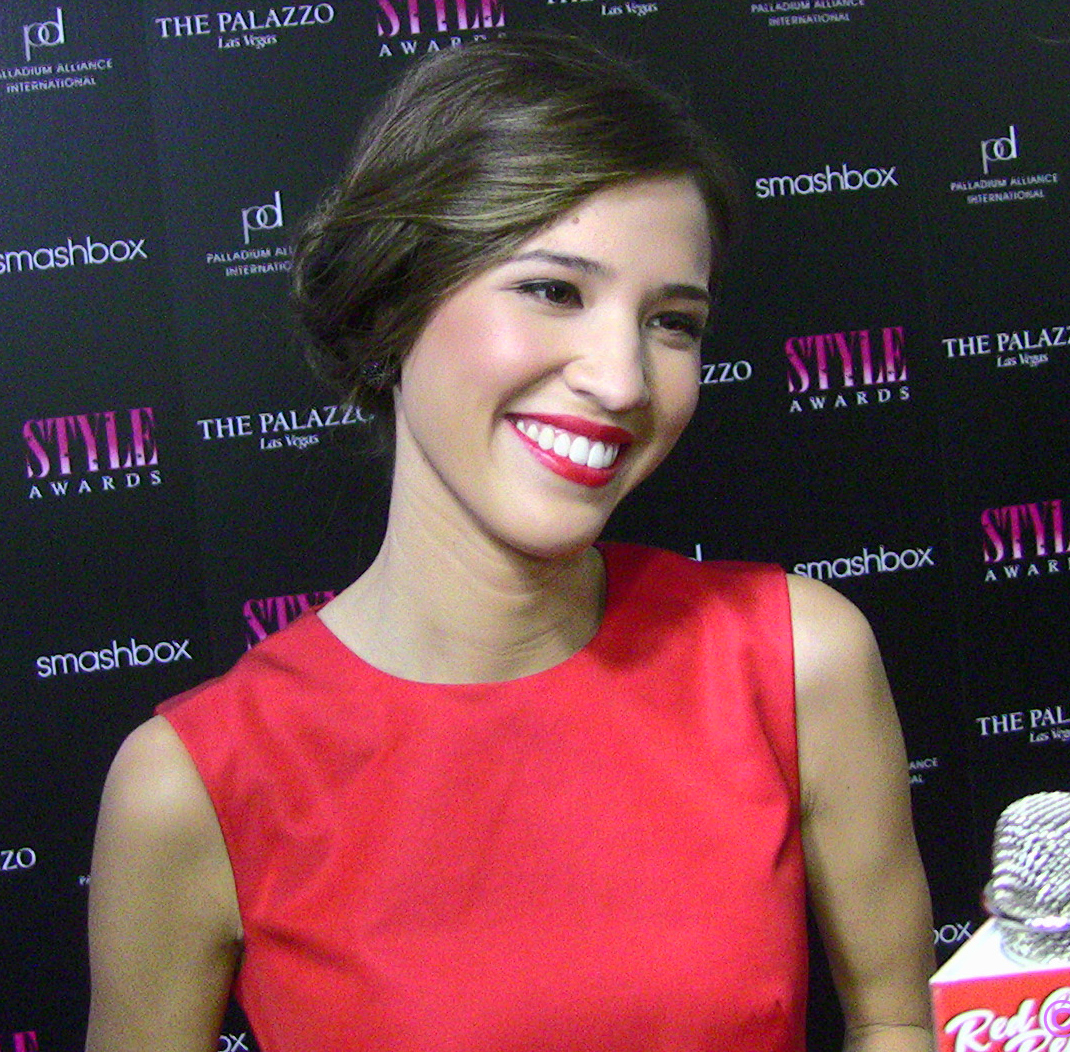
Kelsey Asbille (* 1991)

### Asbj
- Ásbjörn Óttarsson (* 1962), isländischer Politiker (Unabhängigkeitspartei)
- Asbjørnsen, Hilde Louise (* 1976), norwegische Jazzsängerin, Songwriterin, Autorin und Schauspielerin
- Asbjørnsen, Kristin (* 1971), norwegische Sängerin und Komponistin, Mitglied der Bands Dadafon, Kvitretten und Kroyt
- Asbjørnsen, Peter Christen (1812–1885), norwegischer Schriftsteller, Forstmeister, Wissenschaftler und Sammler norwegischer Märchen

### Asbo
- Asboth, Franz (1902–1967), österreichischer Politiker (SPÖ), Landtagsabgeordneter im Burgenland
- Asbóth, József (1917–1986), ungarischer Tennisspieler
- Asboth, Oscar (1925–1991), ungarischer Maler
- Asbóth, Oszkár (1891–1960), ungarischer Ingenieur und Luftfahrtpionier
- Asbóth, Sándor (1811–1868), ungarisch-amerikanischer Revolutionär und General der United States Army im Sezessionskrieg

### Asbr
- Asbrand, Johann Philipp Burckhard (1722–1779), deutscher reformierter Theologe
- Asbrand-Porbeck, August von (1811–1863), deutscher Verwaltungsbeamter
- Asbridge, Thomas (* 1969), englischer Historiker, Hochschullehrer
- Åsbrink, Elisabeth (* 1965), schwedische Journalistin und Schriftstellerin
- Åsbrink, Gösta (1881–1966), schwedischer Turner und Moderner Fünfkämpfer
- Asbroeck, Paul van (1874–1959), belgischer Sportschütze

### Asbu
- Asbuchanow, Rafail (* 1989), deutsch-kasachischer Fußballspieler
- Asbury, Cory (* 1985), US-amerikanischer christlicher Popsänger, Songwriter und Lobpreisleiter
- Asbury, Francis (1745–1816), englischer Methodistenprediger und US-amerikanischer Bischof
- Asbury, Herbert (1889–1963), US-amerikanischer Journalist und Autor
- Asbury, Kelly (1960–2020), US-amerikanischer Animator, Filmregisseur und Drehbuchautor
- Asbury, Nicholas (* 1972), britischer Theater- und Filmschauspieler sowie Autor
- Asbury, William (1889–1961), britischer Politiker der Labour Party

### Asby
- Asby, Jens (1912–2003), dänischer Schauspieler